# Нина Норт
Нина Норт (англ. Nina North; род. 5 марта 1995 года в Дареме, Северная Каролина, США) — американская порноактриса.

## Карьера
Родилась 5 марта 1995 года в Дареме, штат Северная Каролина и там же получила начальное образование.
Вместе со своей подругой была приглашена в индустрию для взрослых порноактрисой Алекс Грей. Начала карьеру в июне 2015 года в возрасте 19 лет со съёмок сцен мастурбации для студии FTV Girls. Первая сцена с парнем была для студии PornPros. Снимается в сценах традиционного, лесбийского и межрасового секса.
Снимается для студий Baeb, Bang Bros, Brazzers, Digital Playground, Digital Sin, Girlfriends Films, Girlsway, Mofos, Naughty America, PornPros, Team Skeet, Twistys.com и других.
Осенью 2016 года снялась в фотосессии для ноябрьского выпуска журнала Hustler. В июне 2017 года стала Treat of the Month порносайта Twistys.com. В декабре того же года Кристен Скотт и Нина Норт были выбраны порносайтом Fucking Awesome первыми девушками месяца.
По данным сайта IAFD на декабрь 2018 года, снялась в более чем 100 порнофильмах.

## Награды и номинации
| Год  | Награда          | Результат | Категория | Фильм                 |
| ---- | ---------------- | --------- | --- | --------------------- |
| 2016 | AVN Award        | Номинация | Награда поклонников: самый горячий новичок                                                                          | н/д                   |
| 2017 | AVN Award        | Номинация | Лучшая лесбийская групповая сцена (вместе с Дженной Сативой и Обри Голд)                                            | Pretty Little Bitches |
| 2017 | AVN Award        | Номинация | Награда поклонников: самая эпическая задница                                                                        | н/д                   |
| 2018 | AVN Award        | Номинация | Наиболее эпатажная сцена (вместе с Дерриком Пирсом, Кристен Скотт и Майклом Вегасом)                                | Indirect Relations    |
| 2018 | Spank Bank Award | Номинация | Best Swallower | н/д                   |
| 2018 | Spank Bank Award | Номинация | Porn’s «It» Girl | н/д                   |
| 2018 | Spank Bank Award | Номинация | Pussy Phenomenon of the Year                                                                                        | н/д                   |
| 2018 | XBIZ Award       | Номинация | Лучшая сцена секса — виртуальная реальность (вместе с Еленой Кошкой)                                                | Model Misbehavior     |
| 2019 | AVN Award        | Номинация | Лучшая сцена группового секса (вместе с Грейси Мэй Грин, Каролиной Свитс, Майклом Вегасом, Уитни Райт и Элисон Рэй) | Future Darkly         |
| 2019 | Spank Bank Award | Номинация | Exotic Femme Fatale of the Year                                                                                     | н/д                   |
| 2019 | Spank Bank Award | Номинация | POV Perfectionist of the Year                                                                                       | н/д                   |

## Избранная фильмография
- 2015 — Perfectly Natural 8
- 2016 — Amateur POV Auditions 25
- 2016 — Internal Love 2[14]
- 2016 — Manuel Ferrara’s Ripe 2
- 2016 — Perfect Threesomes 2
- 2017 — Club Filly
- 2017 — Cute Little Things 4
- 2017 — Exotic and Curvy 5
- 2017 — Treat Story: Nina North
- 2018 — Interracial Gloryhole Initiations 25
- 2018 — Teen Swallow
- 2018 — The Pussy Ranger[15]